# Gurbanguly Berdimuhamedow
Gurbanguly Mälikgulyýewiç Berdimuhamedow (Russisch: Гурбангулы Мяликгулыевич Бердымухаммедов; Goerbangoely Mjalikgoelyjevitsj Berdymoechammedov) (Babarab (Turkmeense Socialistische Sovjetrepubliek), 29 juni 1957) was de president van Turkmenistan van 21 december 2006 tot 19 maart 2022. 

## Biografie
Tijdens de regeerperiode van Saparmurat Niazov was hij vicepremier. Daarvoor was hij tandarts en minister van gezondheidszorg. Verschillende bronnen melden dat hij een buitenechtelijke zoon van Niazov zou zijn. Andere bronnen trekken dit echter in twijfel omdat Niazov slechts 16 jaar oud was toen Berdimuhamedow werd verwekt.
Na de plotselinge dood van Niazov werd Berdimuhamedow door de nationale veiligheidsraad tot president ad interim uitgeroepen.
Volgens ITAR-TASS meldde de veiligheidsraad dat Öwezgeldi Ataýew, die als voorzitter van het parlement (de 50 leden tellende Majlis) de nieuwe president had moeten worden, niet was benoemd omdat er een strafzaak tegen hem was aangespannen. De hoogste wetgevende macht van Turkmenistan, de 2500 man tellende, deels door Niazov benoemde, Halk Maslahaty (volksraad), besloot op 26 december dat de verkiezingen voor een nieuwe president zouden worden gehouden op 11 februari 2007. De kandidaten die wilden deelnemen, moesten door de Majlis worden goedgekeurd. Volgens Berdimoechamedov zouden de verkiezingen gehouden worden "op een democratische basis zoals door de grote leider (Niazov) is gelegd". De belangrijkste oppositiekandidaat was door de Majlis uitgesloten van deelname.
Volgens de grondwet was Berdimuhamedow als interim-president uitgesloten van deelname aan de komende verkiezingen, maar de volksraad heeft deze bepaling weggenomen en moedigde iedereen aan om op hem te stemmen.
In 2007 won Berdimuhamedow bij de verkiezingen 89,23% van de stemmen, bij een opkomst van 95%. Hij werd meteen ingehuldigd. Verschillende internationale organisaties zeiden dat de verkiezingen vrij noch eerlijk waren en dat op grote schaal was gefraudeerd.
Op 12 februari 2012 werd Gurbanguly Berdimuhamedow herkozen. Volgens de kiescommissie kreeg hij 97% van de stemmen, bij een opkomst van 96,7 procent. Volgens waarnemers uit voormalige Sovjetstaten waren de verkiezingen democratisch verlopen, Europese waarnemers daarentegen zagen het werk van hun collega's als een marionettenspel en weigerden een delegatie te sturen.
Op 19 maart 2022 werd hij opgevolgd door zijn zoon Serdar. Als voorzitter van de Khalq Maslachati (Volksraad; sinds 2021) blijft Berdimuhamedow op de achtergrond veel macht uitoefenen.